# Tambakboyo (Tawangsari)
Tambakboyo is een bestuurslaag in het regentschap Sukoharjo van de provincie Midden-Java, Indonesië. Tambakboyo telt 3526 inwoners (volkstelling 2010).